# Consiglio di Macao
Il Consiglio di Macao (in portoghese: Concelho de Macau), insieme al Consiglio delle Isole, era uno delle due municipalità in cui era divisa la città di Macao prima della cessione della sovranità alla Cina nel 1999. Con l'abolizione del Consiglio di Macao da parte del nuovo governo della RASM, questo municipio fu sostituito temporaneamente dal "Municipio Provvisorio di Macao". La sua camera municipale (il Leal Senato) e la sua assemblea municipale vennero riorganizzati e presero, rispettivamente, i nomi di "Camera Municipale Provvisoria di Macao" e "Assemblea Municipale Provvisoria di Macao". Gli organi provvisori vennero aboliti il 31 dicembre 2001 e rimpiazzati dall'Ufficio per gli affari civici e amministrativi, costituito il 1º gennaio 2002 e subordinato al Segretariato di Amministrazione e Giustizia.

## Sottodivisione
Il Consiglio di Macao era suddiviso in 5 parrocchie:
| Freguesia / Parrocchia | Freguesia / Parrocchia                          | Area (km²) 2016 | Popolazione 2016 | Densità (/km²) |
| ---------------------- | ----------------------------------------------- | --------------- | ---------------- | -------------- |
|                        | Parrocchia di Nostra Signora di Fatima (花地瑪) | 3,2             | 244.000          | 76.250         |
|                        | Parrocchia di San Antonio (花王 / 聖安多尼)     | 1,1             | 136.000          | 123.636        |
|                        | Parrocchia di San Lazzaro (望德)                | 0,6             | 33.100           | 55.166         |
|                        | Parrocchia di Sé (大)                           | 3,4             | 49.200           | 14.470         |
|                        | Parrocchia di San Lorenzo (風順 / 聖老愣佐)     | 1,0             | 53.700           | 53.700         |